# Rovin
Rovin est une marque française d'automobiles active de 1946 à 1958.

## Histoire

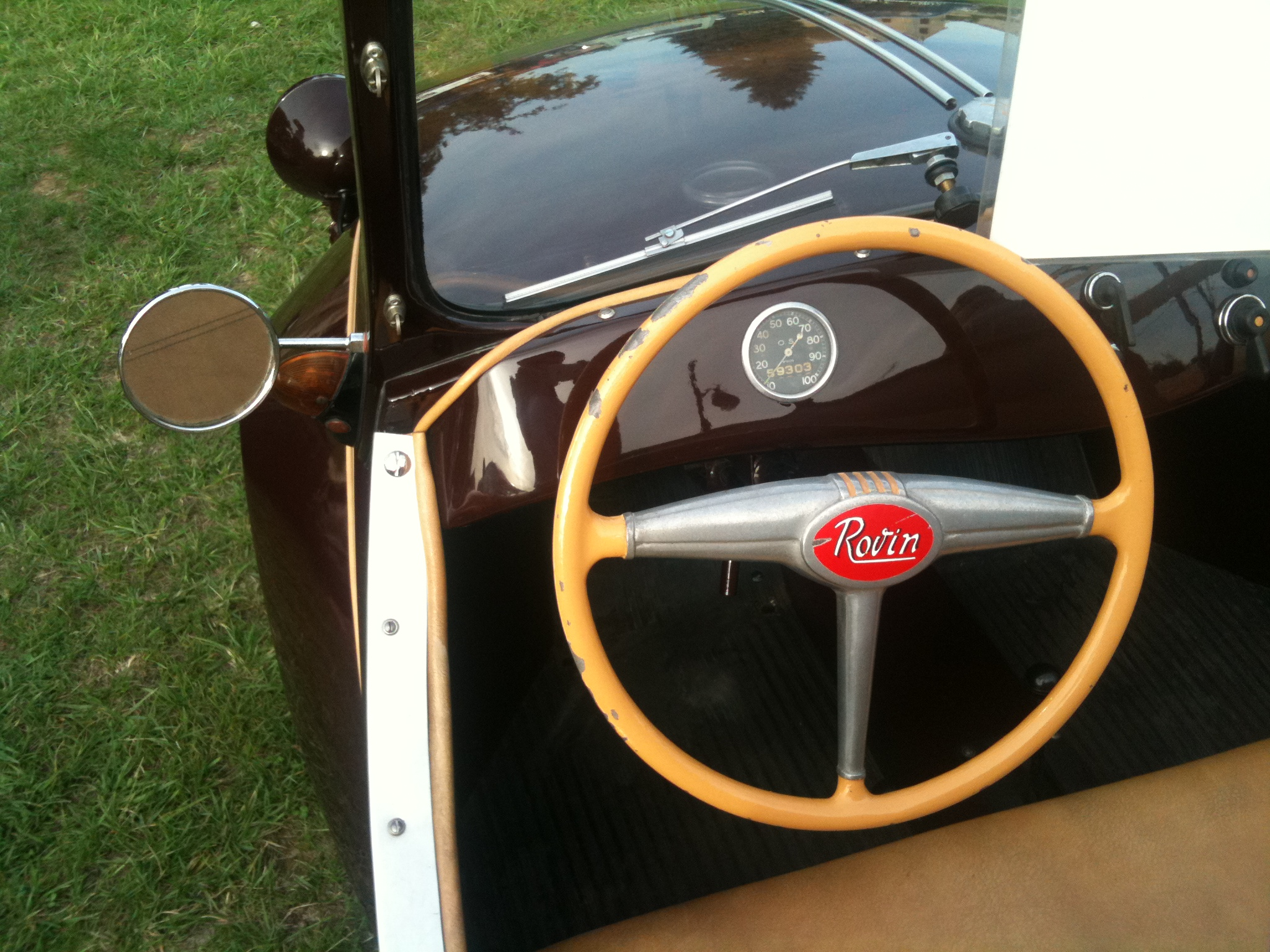
Le logo « Rovin » sur le volant de la Type D2.

Après la Seconde Guerre mondiale, le pilote et constructeur de cycles Raoul de Rovin conçoit des voiturettes monocylindres de 260 cm3 et flat-twins de 425 cm3 (puis 462 cm3) aux lignes fluides, fabriquées à partir de 1946 par son frère cadet Robert de Rovin qui a repris les activités de Delaunay-Belleville à Saint-Denis. La plupart de ces véhicules ont été vendus en région parisienne.
Raoul de Rovin étant décédé en 1949, Robert poursuit l'activité seul, mais doit suspendre la production en 1959.
Le siège parisien était situé au 123 avenue de Villiers et les ateliers d'usines à Saint-Denis, Levallois et Colombes.
La marque Rovin est parfois déclinée R. de Rovin.

## Modèles produits

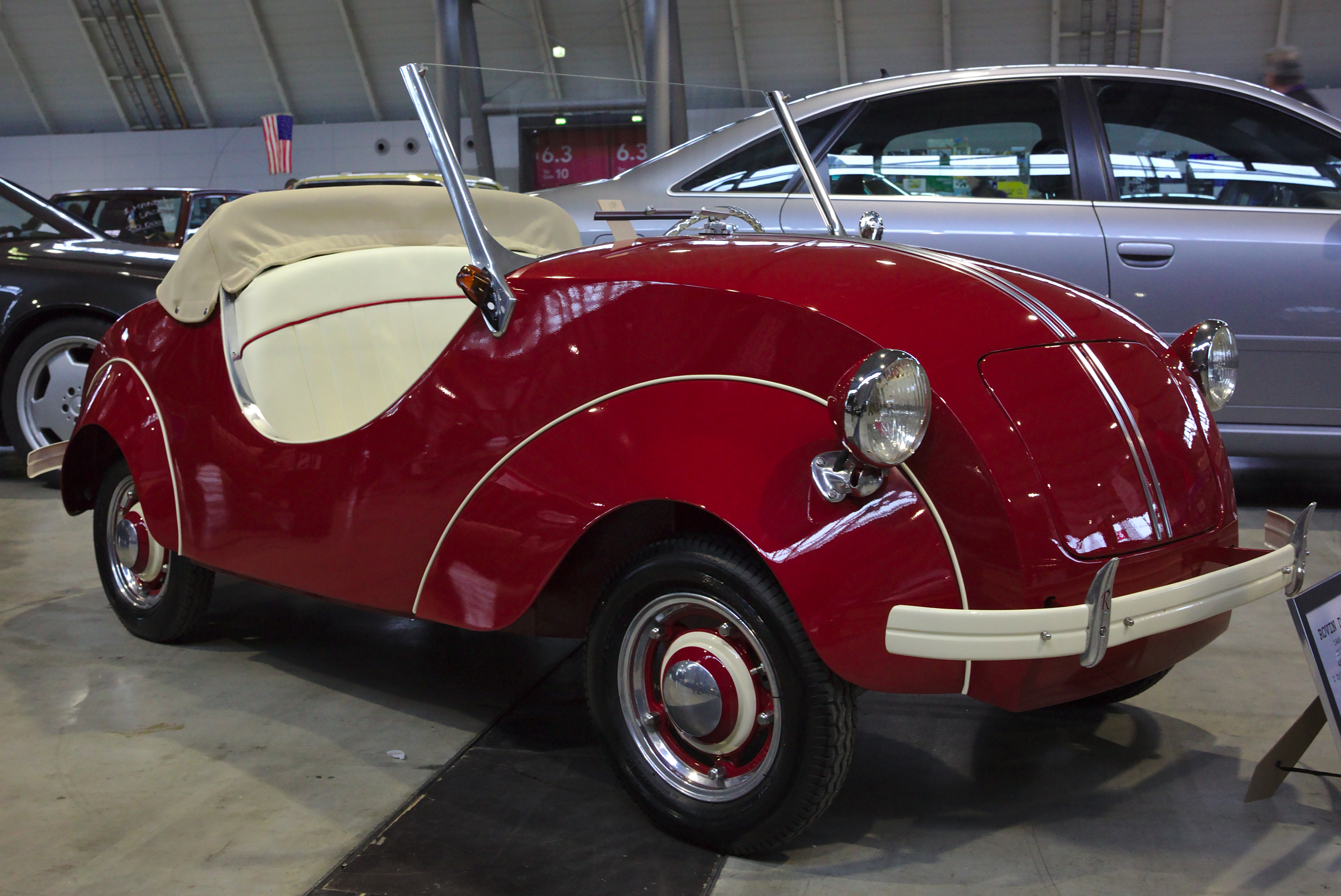
Rovin D2 de 1949

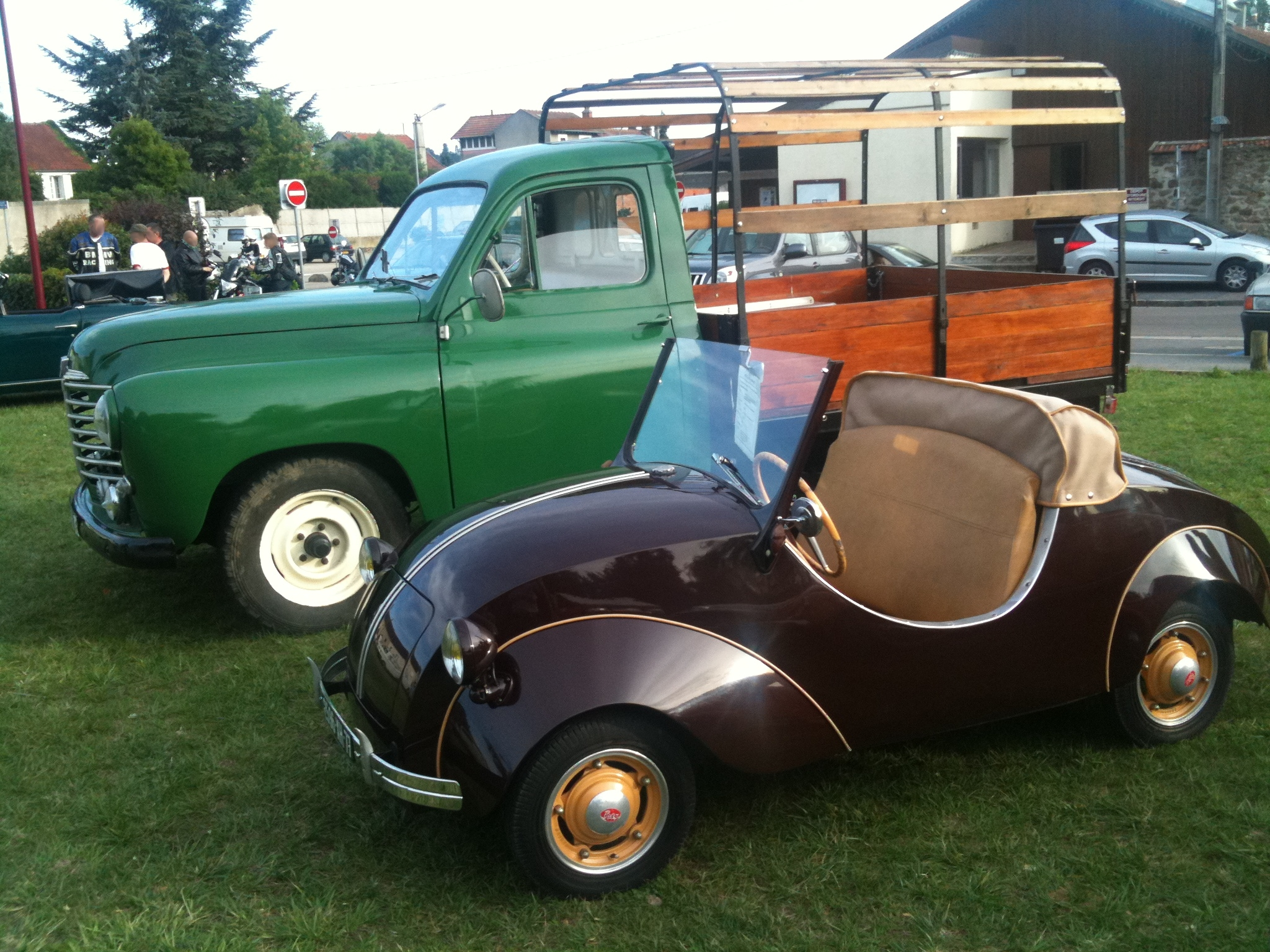
Rovin Type D2 (au premier plan).

### Rovin Type D1
Le prototype Rovin D1 a été présenté au salon de Paris de 1946. C'est une voiturette monocylindre 4 temps refroidi par air, de 260 cm3, 6.6 ch, tout à l'arrière, longueur 253 cm, dépourvue de portes, avec un seul projecteur au milieu du capot plongeant. Modèle non commercialisé, car peu après remplacé par une version à deux phares et un empattement allongé de 15 cm, et le moteur monocylindre refroidi par air  devenant un  bicylindre refroidi par eau. 

### Rovin Type D2
Le type D2 a été produit à l'usine Delaunay-Belleville de Saint-Denis à partir de 1947. Le moteur flat-twin de 423 cm3 à quatre temps (alésage 67 mm, course 60 mm) refroidi par eau développait 10 ch (2 CV fiscaux). La boîte était à 3 vitesses (plus la marche arrière). 
La carrosserie est longue de 2,80 m (empattement de 1,17 m) et large de 1,13 m. La voie avant n'est que 90 cm (94 cm à l'arrière), pour un poids plume de 300 kg. Elle a une direction à crémaillère et reçoit des ressorts à lames transversales à l'avant et à boudins à l'arrière. Le freinage est transmis par câbles. La construction est à châssis-poutre, avec deux projecteurs classiques. La voiture atteint 70–80 km/h.  
Elle a été produite à 700 exemplaires de 1947 à 1948.

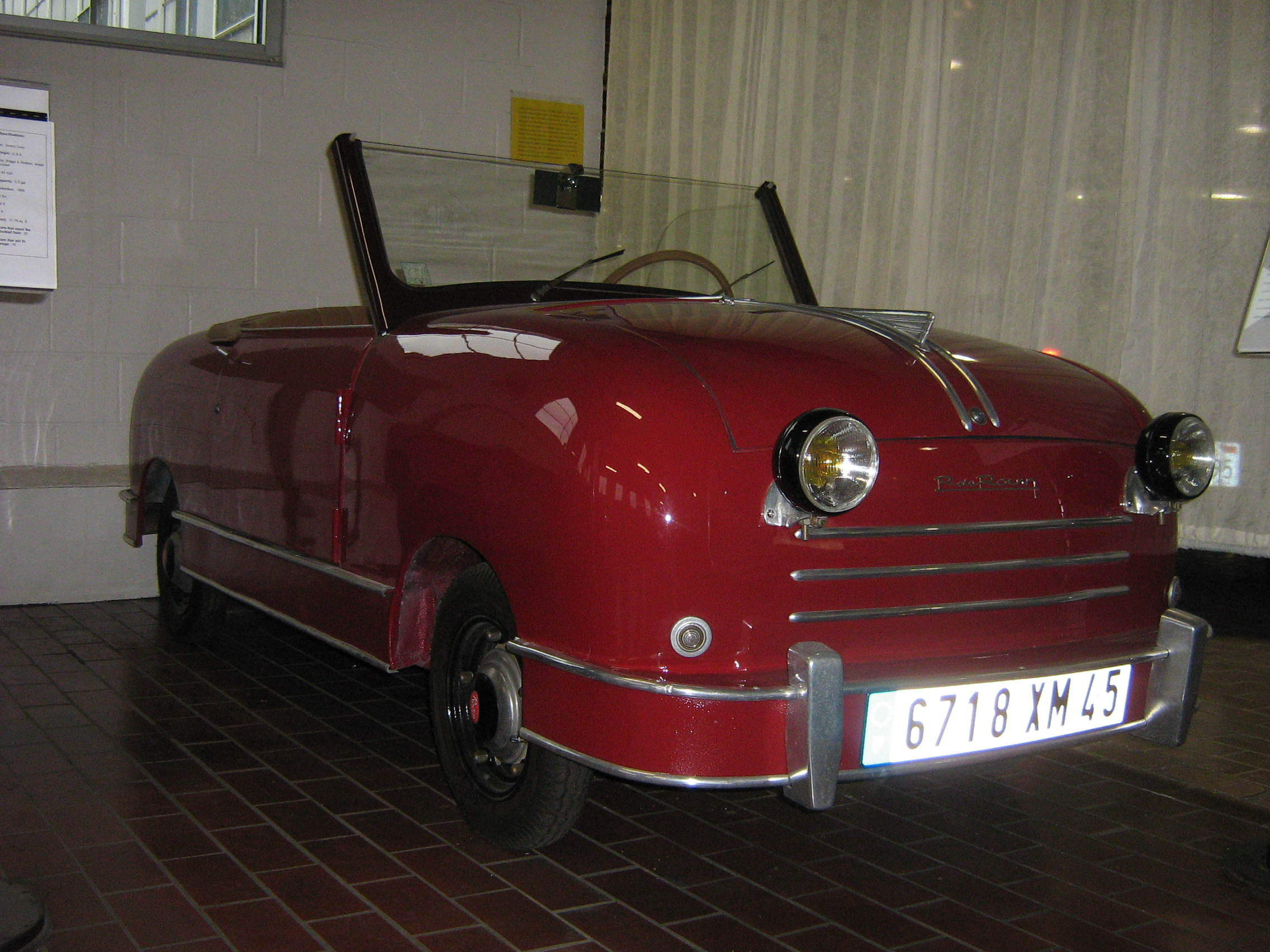
Rovin D4 (1953)

### Rovin D3
Le type D3, plus moderne, est à carrosserie ponton, avec portières, pesant 380 kg et atteignant 75 km/h. Il a été produit en 800 exemplaires de 1948-1950. Il est nommé « Motocar 2 CV ».

### Rovin D4
Le type D4 est une évolution du type D3, avec calandre plus large et phares placés plus haut. Il a été produit en 1 200 exemplaires par Robert de Rovin de 1950 à 1953. 
Le bi-cylindre de 462 cm3 développait 13 ch. La longueur était de 3,15 m et la largeur de 1,15 m. Elle avait des freins à câbles et des roues de 270 x 90, avec une direction à crémaillère. La boîte était à quatre vitesses et la voiture atteignait 85 km/h.

## Modélisme
Le type D4 a été reproduit en miniature par le fabricant de jouets CIJ.